# Проекты реконструкции центра Калининграда
Реконструкция центра Калининграда — ряд долгосрочных градостроительных проектов Калининградской области Российской Федерации, по состоянию на 2014 год находящихся в стадии планирования. Целью градостроительных программ является воссоздание (реконструкция) исторического центра Калининграда, бывшего восточно-прусского города Кёнигсберга, который был разрушен во время бомбардировок англо-американской авиацией в августе-сентябре 1944 года, а затем штурма города 6—9 апреля 1945 года в ходе Великой Отечественной войны, и позднее не восстанавливался.

## Проект 2008—2010 года
Общая стоимость проекта оценивается в 1,2 миллиарда евро. В основном проект будет осуществляться на средства частных инвесторов, только университетский комплекс на острове будет выстроен за муниципальный счёт. В январе-феврале 2009 года администрация города планировала проведение конкурса на застройку территории бывшего замка и прилегающих территорий (10 га, в границах Ленинского проспекта — Шевченко — Зарайской — Московского проспекта — Октябрьской — реки Новая Преголя). Результаты конкурса должны были быть подведены к маю-июню того же года. Однако эти конкурсы проведены не были. В начале 2010 года мэрия вернулась к идее о реконструкции центра Калининграда. По сообщению от 18 января, Комитет архитектуры и строительства администрации Калининграда готовит проведение международного конкурса на разработку концепции развития исторической части ядра города в границах улиц Ленинский проспект (эстакадный мост) — ул. Шевченко — ул. Зарайская — Московский проспект — ул. Октябрьская — река Новая Преголя.
На конец 2012 года никаких существенных подвижек в данной программе не произошло, в связи с чем была сформулирована другая программа реновации средневековых территорий Кёнигсберга с другой идеологией и с другим именем.

## Проект «Сердце города» (2013 год)
В сентябре 2012 года власти города и области вернулись к проблеме реконструкции исторического центра Калининграда. С целью дальнейшей разработки градостроительной концепции была создана некоммерческая организация «Сердце города» (так же называется и сам проект) во главе с местным деятелем культуры Александром Попадиным. 12 июня 2013 года Попадин представил историко-культурную экспертизу территорий проекта, при этом презентация проекта прошла публично (при прессе), в то время как дальнейшее обсуждение проекта с мэром Калининграда Александром Ярошуком и губернатором Калининградской области Николаем Цукановым проходило за закрытыми дверями. После этого результаты историко-культурной экспертизы (исследования) многократно обсуждались с общественностью, городскими сообществами, представителями деловых кругов, молодёжью и архитекторами из России и из-за рубежа, и легли в основу разработки технического задания открытого международного конкурса «Королевская гора и её окружение», объявленного бюро «Сердце города» в 2014 году.

## Предыстория

### Исторический центр Кёнигсберга
Районы, на которые распространяется действие программы, были историческим ядром Кёнигсберга. Это — Замковая гора, на которой был расположен Кёнигсбергский замок, исторические районы Альтштадт и Кнайпхоф, район Ластадии (портовых складов) и окрестности Замкового пруда (ныне — Нижнее озеро). До войны здесь располагался старый город Кёнигсберга. К настоящему времени на этой территории сохранилось всего несколько довоенных объектов — Кафедральный собор, Деревянный и Медовый мосты.

### Исторический центр города в советское время
Исторический центр Кёнигсберга сильно пострадал во время войны. После войны он не восстанавливался, руины были снесены, а место бывшего старого города заняли пустыри и парки. Сохранились только руины Кафедрального собора. Административный центр города был перенесён на север и северо-запад, к площади Победы и проспекту Мира. Эта территория стала административным Центральным районом города, хотя в действительности она расположена в стороне от географического центра Калининграда.
В то же время существовали проекты возвращения административного центра в географический центр города. Уже в 1948 году в Москве ГИПРОГОРом началась разработка плана реконструкции Калининграда. Этот план, предусматривавший спрямление и расширение улиц, был во многом вдохновлён Генеральным планом Москвы 1935 года. Ещё более масштабным был план главного архитектора города Д. Навалихина (начало 1950-х годов) предусматривал застройку центра города монументальными зданиями в сталинском стиле. На месте бывшего Кёнигсбергского замка должно было быть построено высотное здание в стиле московских высоток.
Однако планы застройки центра не были претворены в жизнь. Только рядом с местом бывшего замка был построен Дом Советов (арх. Л. Мисожников)

### Центр города в постсоветскую эпоху
В начале двухтысячных годов на Октябрьском острове началось строительство Рыбной деревни — квартала, стилизованного под архитектуру старого Кёнигсберга. Этот проект не был первоначально связан с проектом реконструкции остального центра города, но Рыбную деревню можно считать предтечей нынешнего проекта, так как именно при строительстве Рыбной деревни впервые в послевоенной истории города был реализован проект строительства квартала в стилистике старого Кёнигсберга.

## Объекты программы

### Кёнигсбергский замок
Именно дата основания замка (1255 год) традиционно считается годом возникновения города. Замок был сильно повреждён во время войны, позднее не восстанавливался, а в 1968 году его окончательно снесли. На месте замка была устроена площадь, получившая название Центральной, а рядом в 1970 году началось возведение Дома советов, в котором должны были разместиться административные и партийные органы города и области.
Программа 2008 года предполагала воссоздание замка, в котором разместятся культурные учреждения, гостиницы и офисы.

### Альтштадт
Альтштадт — один из трёх «городов-основателей» Кёнигсберга. Расположенное между Замком и Прегелем поселение получило городские права в 1286 году, в 1724 году Альтштадт, Кнайпхоф и Лёбенихт объединились, образовав единый Кёнигсберг.
В настоящее время территория бывшего Альтштадта ограничена Эстакадным мостом с запада, Октябрьской улицей с востока, Московским проспектом с севера и рекой Преголей с юга. Эта территория не застроена и представляет собой нечто среднее между парком и пустырём.
В соответствии с планом реконструкции 2008 года на территории Альтштадта должна была быть воссоздана историческая застройка. Площадь застройки составит 40 тыс. м². В стилизованных под старину домах разместятся гостиницы, магазины, офисные центры. Улочки получат исторические названия. Граничащий с Альтштадтом участок Московского проспекта будет перенесён в тоннель.
В 2014 году архитектурным бюро «Студия 44», победителем конкурса «Королевская гора и её окружение», проведённого в рамках проекта «Сердце города» в 2014 году, предложено создать на месте Альтштадта «Археологический парк». Воплощение данной идеи рассчитано на более поздние этапы реализации проекта «Сердце города».

### Кнайпхоф
Кнайпхоф — остров, расположенный между двумя рукавами Преголи. В конце XIII или начале XIV века здесь возникло поселение. В 1327 году оно получило городские права. С 1724 года — в составе единого Кёнигсберга.
На Кнайпхофе располагался кёнигсбергский университет «Альбертина», в котором учился и работал Иммануил Кант.
После войны все руины Кнайпхофа были снесены, сохранился только Кафедральный собор. На острове был устроен Парк скульптур (филиал Калининградского историко-художественного музея).
План реконструкции 2008 года предусматривал воссоздание исторической застройки на Кнайпхофе. Будет воссоздано здание «Альбертины», куда переедет философский факультет калининградского университета. В других зданиях на Кнайпхофе разместятся библиотека, общежития для студентов и жильё для преподавателей. Судя по компьютерному рисунку проекта, застроена будет только часть острова (меньше половины). Оставшуюся часть острова будет продолжать занимать Парк скульптур. Общая площадь застройки на Кнайпхофе составит 30 тысяч м².
Проект 2013 года предусматривает восстановление на острове средневековой плотной застройки.

### Ластадия
Ластадия — район портовых складов-фахверков рядом с нынешним спорткомплексом «Юность». В соответствии с планом 2008 года реконструкции этот участок земли, ныне пустующий, будет застроен. Часть зданий будет стилизована под фахверки, часть — выдержана в современном стиле. Проект строительства бизнес-центра с гостиницей со стилизацией «под старый Кёнигсберг» рядом со спорткомплексом «Юность» был утверждён на градостроительном совете 25 июля 2008 года. Застройщик обязался также построить дополнительный мост через Преголю (на остров Канта/Кнайпхоф).

### Ломзе
Ломзе — остров, образуемый двумя рукавами и отделённый протокой от Кнайпхофа. В настоящее время обычно называется «Остров Октябрьский» по важнейшей улице. Проект 2013 года предусматривает восстановление на острове исторической синагоги. Между набережной генерала Карбышева и Солнечным бульваром пройдёт новая улица Героя России Дорофеева.

### Район Нижнего озера
На примыкающем к берегу Нижнего озера участке земли (рядом с улицей Шевченко) планируется строительство музыкального театра. Здание будет современным по стилю.

### Штайндамм
Штайндамм — одна из главных улиц Кёнигсберга (ныне — участок Ленинского проспекта), а также прилегавший к этой улице район. Проект 2013 года предусматривает реконструкцию прилегающих к Ленинскому проспекту улиц Житомирской и Коперника. В соответствии с проектом улица Коперника должна сохранить находящиеся на ней здания немецкой постройки, а расположенные на Житомирской хрущёвки должны быть реконструированы. Эти две улицы должны стать пешеходно-торговой зоной.